# 謝里登鎮區 (堪薩斯州林縣)
謝里登鎮區（英語：Sheridan Township）為美國堪薩斯州林縣轄下的鎮區。2010年美国人口普查中該鎮區人口有527人。

## 地理
謝里登鎮區涵蓋總面積為115.87平方（44.74平方英里），其中114.15平方（44.07平方英里）為陸地，1.73平方（0.67平方英里）或1.49%為水域。海拔高度261（856英尺）。

## 人口統計
根據2010年美國人口普查，謝里登鎮區人口有527人，住房241戶，人口密度為4.55人/每平方公里。此鎮區居民之種族中，白人有499人，非裔美國人有2人，美洲原住民有6人，亞裔美國人有0人，太平洋島裔美國人有0人，其他種族有10人，混血種族則有10人。此外此鎮區有12人為西班牙裔或拉丁裔美國人。

## 交通

### 主要公路
- 69號美國國道
- 239號堪薩斯州州道